# Ghermănești (Drânceni), Vaslui
Ghermănești este satul de reședință al comunei Drânceni din județul Vaslui, Moldova, România. Se află la 70 km de Vaslui.
 Acest articol despre o localitate din județul Vaslui este deocamdată un ciot. Puteți ajuta Wikipedia prin completarea lui.